# Lamborghini − A férfi a legenda mögött
A Lamborghini − A férfi a legenda mögött (eredeti cím: Lamborghini: The Man Behind the Legend) 2022-ben bemutatott amerikai életrajzi filmdráma, amelyet Robert Moresco írt és rendezett. A főbb szerepekben Frank Grillo, Gabriel Byrne és Mira Sorvino látható. A film igaz történt alapján készült. 
Az Amerikai Egyesült Államokban 2022. november 18-án mutatta be a Lionsgate Films. 

## Cselekmény
A film Ferruccio Lamborghini ikonikus üzletember hosszú életét követi nyomon, kezdve a traktorgyártással, a katonai járművek megalkotásával a második világháború ideje alatt, majd a Lamborghini autók tervezésével és megalkotásával, amely végül meghatározzák örökségét.

## Szereplők
| Szerep                | Színész                   | Magyar hang        |
| --------------------- | ------------------------- | ------------------ |
| Ferruccio Lamborghini | Frank Grillo              | Dolmány Attila     |
| Ferruccio Lamborghini | Romano Reggiani (fiatal)  | Kovács Lehel       |
| Enzo Ferrari          | Gabriel Byrne             | Jakab Csaba        |
| Annita                | Mira Sorvino              | Kisfalvi Krisztina |
| Matteo                | Matteo Leoni              | Czető Roland       |
| Clelia Monti          | Hannah van der Westhuysen | Kereki Anna        |
| Gabriella             | Francesca Tizzano         |                    |
| Evelina Lamborghini   | Francesca De Martini      |                    |
| Edmondo Lamborghini   | Giulio Mezza              |                    |
| Silvio Lamborghini    | Giovanni Scotti           |                    |
| Antonio Lamborghini   | Fortunato Cerlino         |                    |
| Giorgio Lamborghini   | Giorgio Cantarini         |                    |
| Billie Alland         | Eliana Jones              |                    |
| Rádió riporter        | Gian Franco Tordi         |                    |
| Bob Wallace           | Patrick Brennan           | Megyeri János      |
| Tony Renis fiatalon   | Giovanni Antonacci        | Ottó Ferenc        |

### Magyar változat
- Magyar szöveg: Markwarth Zsófia
- Hangmérnök és vágó: Papp Zoltán István
- Gyártásvezető: Baranyai Zsuzsanna Kinga
- Szinkronrendező: Berzsenyi Zoltán
- Produkciós vezető: Legény Judit

A szinkront a Laborfilm szinkronstúdió készítette el.

## A film készítése
2015. december 29-én jelentették be, hogy az Ambi Media Group játékfilmet készít Ferruccio Lamborghini olasz autógyártó életéről. A cég azt tervezte, hogy a film világszintű értékesítési jogait az Ambi Distribution részlegén keresztül fogja kezelni. 2017. május 11-én jelentették be, hogy Robert Moresco forgatókönyvéből Michael Radford rendezi a filmet, amely Tonino Lamborghini Ferruccio Lamborghini. La storia ufficiale című, édesapjáról szóló életrajzán alapul. 2018. március 9-én bejelentették, hogy Radford ütemezési problémák miatt lemondott rendezői posztjáról, helyére maga Moresco lépett. 2018. május 14-én közölték, hogy a film társfinanszírozója és társproducere a TaTaTu lesz, ami egy újonnan indított blokklánc-alapú közösségi szórakoztató platform.
Azt is megerősítették, hogy Antonio Banderas és Alec Baldwin kapta a felnőtt Lamborghini, illetve Enzo Ferrari szerepét, a fiatal Lamborghinit Romano Reggiani olasz színész alakítja. A forgatás a beszámolók szerint 2018. április 9-én kezdődött az olaszországi Rómában és Centóban. 2021 szeptemberében Frank Grillo bejelentette, hogy Banderas helyére lépett a filmben. Emellett megjegyezte, hogy Baldwin kiszállt a filmből, ugyanakkor még nem közölték a helyettesét. Még abban a hónapban megkezdődött a forgatás Rómában és Emilia-Romagna tartományban; Gabriel Byrne, Mira Sorvino, Romano Reggiani, Fortunato Cerlino és Giorgio Cantarini csatlakozott a szereplőgárdához. 2021 októberében Eliana Jones is csatlakozott a stábhoz.

## Fogadtatás
Általánosságban negatív véleményeket kapott a kritikusoktól. A Rotten Tomatoes weboldalon 6-os értékelést kapott 16 kritika alapján, az átlagos értékelése 3,7 pont a 10-ből. A 43. Arany Málna-díjátadón Mira Sorvinót a legrosszabb női mellékszereplőnek járó díjra jelölték.